# Offenhausen (Gomadingen)
Offenhausen ist eine ehemals selbständige Gemeinde in Baden-Württemberg und bildet heute einen Ortsteil der Gemeinde Gomadingen im Landkreis Reutlingen. Der Ortsteil hatte am 30. September 2019 125 Einwohner.

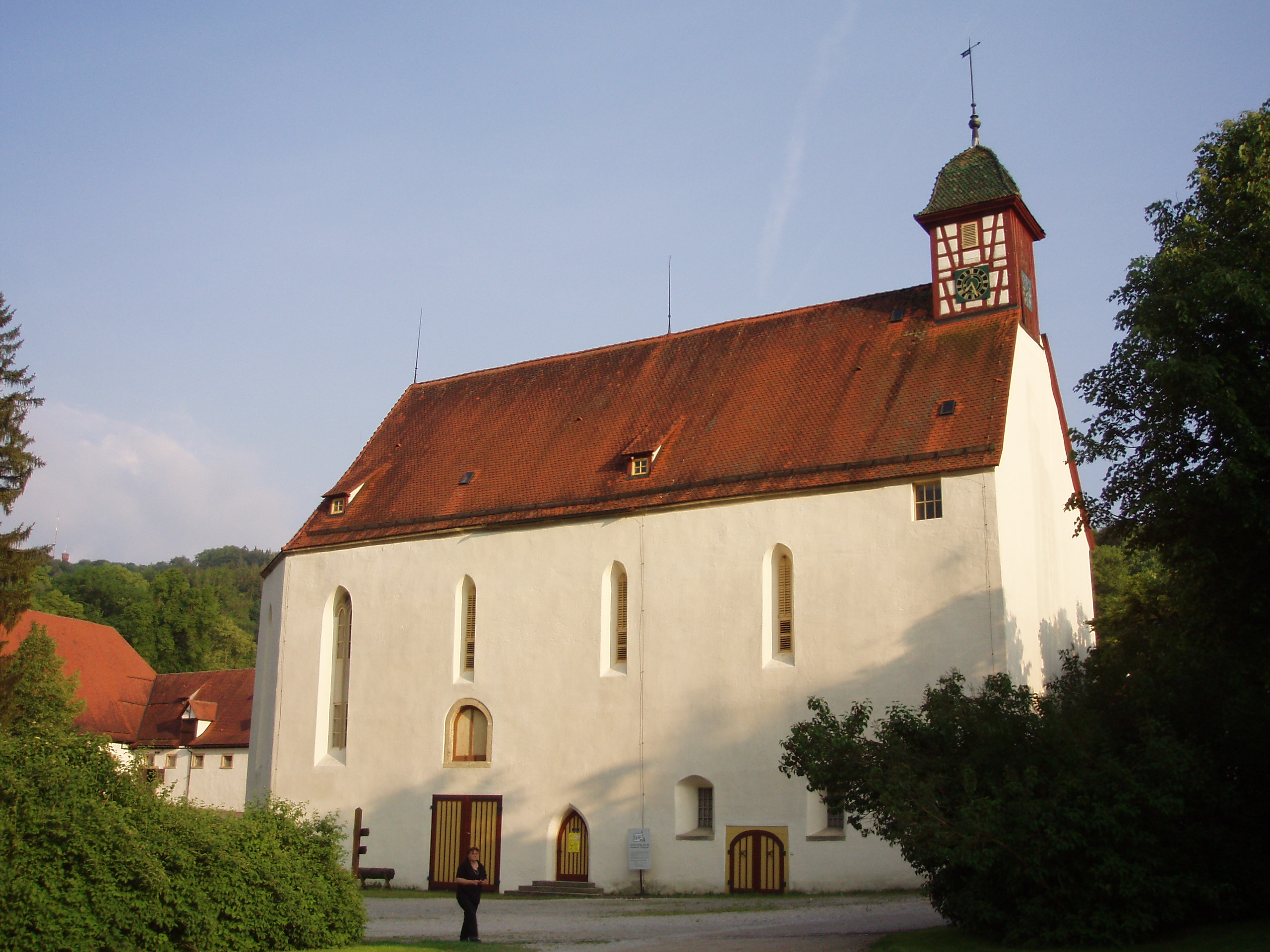
Kirche in Offenhausen, heute Gestütsmuseum

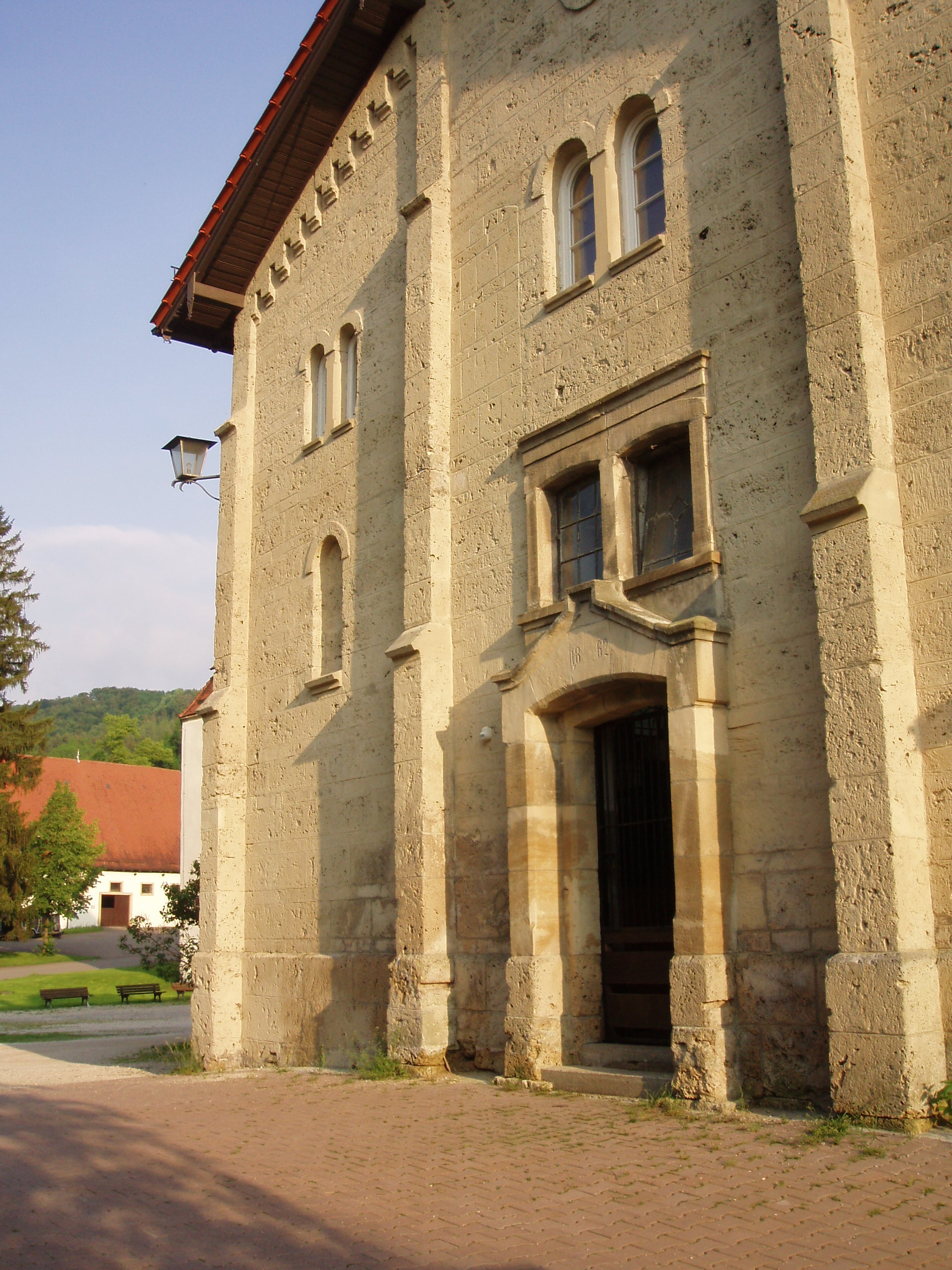
Eines der Stallgebäude

## Geschichte
Das Dorf Offenhausen wurde erstmals im Jahr 1161 erwähnt; es war zu diesem Zeitpunkt eigenständige Pfarrei mit einer Pfarrkirche. Im Jahre 1258 schenkten die Herren von Lupfen dem Frauenkloster in Kernhausen ihren Besitz in Offenhausen. Die Nonnen aus Kernhausen übersiedelten daraufhin nach Offenhausen und gründeten dort ein Kloster, welches in den Dominikanerorden aufgenommen wurde.
In der Folgezeit traten in das Kloster vornehmlich Töchter aus niederadligen Familien der Umgegend ein, wie beispielsweise aus den Familien von Landau, von Gundelfingen, von Speth, vom Stein und von Stöffeln zu Justingen. Auf Reformbestrebungen des Grafen Eberhard im Bart hin kamen auch Nonnen aus Schlettstadt in das Kloster Offenhausen. Später öffnete sich das Kloster auch für Frauen aus dem Bürgertum.
Anfang des 15. Jahrhunderts kam das Kloster unter die Hoheit der Grafschaft Württemberg. Württemberg hob das Kloster während der Reformation im 16. Jahrhundert auf. Die letzte Nonne verstarb 1613.
Das Kloster wurde bereits Ende des 16. Jahrhunderts in ein herzogliches Gestüt zur Zucht von Pferden und Maultieren umgewandelt.
Um 1600 war auch eine Großschäferei vorhanden. Um 1760 unter der Regentschaft des Herzogs Carl Eugen blühte die Maultierzucht besonders auf: Bis zu 36 Mutterstuten befanden sich damals in Offenhausen. Später ging das Gestüt im Haupt- und Landgestüt Marbach auf. Die ehemalige Klosterkirche bildet heute das Gestütsmuseum und zeigt auf zwei Ebenen Exponate zur Geschichte der Pferdezucht.
Im Jahr 1812 wurde Offenhausen in die Gemeinde Gomadingen eingegliedert.

## Baugeschichte
Die noch heute erhaltene spätgotische Klosterkirche stammt von 1350, insbesondere die Dachstühle wurden aber später mehrfach umgebaut. Von der Klosteranlage ist ansonsten nichts erhalten geblieben: Die meisten Klostergebäude wurden nach der Aufhebung beseitigt.

## Sonstiges

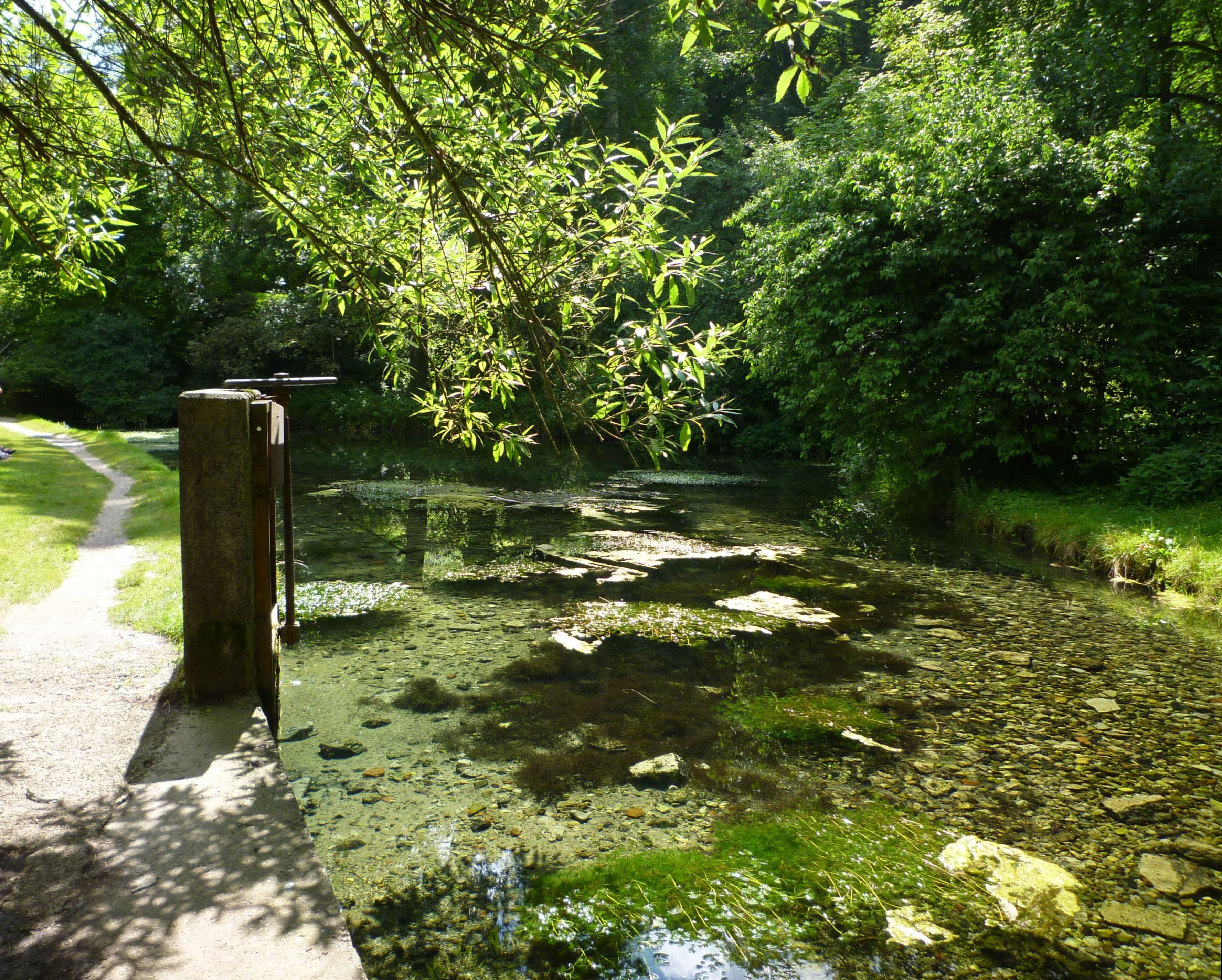
Lauterursprung in Offenhausen

In Offenhausen lebte der Arzt und Bildhauer Wolfgang Stock. Er stellte mehrere seine Skulpturen auf, die teilweise noch jetzt zu sehen sind.
In unmittelbarer Nachbarschaft des Gestütsgeländes entspringt die Lauter.